# Eileen Atkins
Eileen Atkins (ur. 16 czerwca 1934 w Londynie) – brytyjska aktorka filmowa, telewizyjna i teatralna.

## Życiorys
Urodziła się w rodzinie krawcowej i barmanki Annie Ellen (z domu Elkins) oraz pracownika ambasady Portugalii Arthura Thomasa Atkinsa, jako najmłodsza z trójki rodzeństwa. Wykształcenie zdobyła w Latymer's Grammar School (1945–1950) oraz Guildhall School of Music and Drama (1950–1953).
Zadebiutowała w roku 1953 na deskach teatru Open Air Theatre w Regent’s Park. Pierwszy raz pojawiła się na szklanym ekranie w roku 1959 w serialu Hilda Lessways. Cały czas występuje w filmach i serialach. Zdobyła nagrody: Emmy (2008), BAFTA (2008), Satelity (2002) i nagrodę teatralną Tony.
16 czerwca 2001 roku – w dniu 67 urodzin – otrzymała Order Imperium Brytyjskiego (DBE). 23 czerwca 2010 roku otrzymała tytuł doktora honoris causa Uniwersytetu Oksfordzkiego.
Dwukrotnie zamężna. Nie ma dzieci.

## Filmografia
- 1959: Hilda Lessways jako Maggie Clayhanger
- 1962: An Age of Kings jako Joan La Pucelle
- 1965: Fable jako Jenny
- 1969: Nie do obrony jako Susan
- 1972: The Duchess of Malfi jako księżna Malfi
- 1974: The Lady from the Sea jako Ellida Wangel
- 1976: Jeździec jako Hesther Saloman
- 1982: Oliver Twist jako pani Mann
- 1982: Ludzie Smileya  jako madame Ostrakova
- 1983: Garderobiany jako Madge
- 1986: Meandry miłości jako pokojówka Lady Harriet
- 1989: Rzymskie wakacje  jako hrabina
- 1991: Dawaj! jako Lilian Bentley
- 1994: Wilk  jako panna Mary
- 1996: Farma na odludziu  jako Judith Starkadder
- 1998: Rewolwer i melonik  jako Alice
- 2000: David Copperfield  jako panna Jane Murdstone
- 2001: Gosford Park jako pani Crofd
- 2002: Godziny jako Barbara
- 2003: Wzgórze nadziei jako Maddy
- 2003: Czego pragnie dziewczyna jako Jocelyn Dashwood
- 2004: Vanity Fair. Targowisko próżności jako panna Matilda Crawley
- 2005: Święto kozła  jako ciotka Adeline
- 2006: Panna Marple: Godzina zero jako lady Camilla Tressilian
- 2006: Pytając o miłość jako pani Hargraves
- od 2007: Życie w Cranford jako panna Deborah Jenkyns
- 2007: Wieczór jako pani Brown
- 2008: Po prostu miłość
- 2009: Dziki cel jako Louisa Maynard
- od 2010: Schodami w górę, schodami w dół
- 2010: Poirot: Morderstwo w Orient Expressie jako księżna Dragomirow
- 2011: Wrzesień jako Violet Aird
- 2011–2013: Doktor Martin jako Ruth Ellingham
- 2012:: The Scapegoat jako lady Spence
- 2013: Piękne istoty jako babcia
- 2014: Magia w blasku księżyca jako ciocia Vanessa
- 2016: The Crown jako królowa-wdowa Maria Teck